# 阿纳斯塔西娅·雷巴科娃
阿纳斯塔西娅·亚历山德罗芙娜·雷巴科娃（2000年4月23日—），白俄罗斯艺术体操运动员，2019年欧洲运动会集体全能、3人圈操+2人棒操金牌得主和5人球操铜牌得主、2021年世界艺术体操锦标赛团体和集体全能铜牌得主。